# (5639) 1989 PE
(5639) 1989 PE — астероїд головного поясу, відкритий 9 серпня 1989 року.
Тіссеранів параметр щодо Юпітера — 3,877.